# Пачелмский район
Па́челмский райо́н — административно-территориальная единица (район) и муниципальное образование (муниципальный район) в Пензенской области России.
Административный центр — рабочий посёлок Пачелма.

## География
Район занимает территорию 1322 км², находится в западной части области. Граничит на севере с Вадинским и Нижнеломовским районами, на востоке — с Каменским районом, на юге — с Белинским районом, на западе — с Башмаковским районом Пензенской области.

## История
Район образован 16 июля 1928 года в составе Пензенского округа Средне-Волжской области.
С 1929 года район в составе Средневолжского (Куйбышевского) края, с 1936 года — в Куйбышевской области, с 1937 года — в Тамбовской области.
4 февраля 1939 года район передан в состав вновь образованной Пензенской области.
30 ноября 1956 года к Пачелмскому району была присоединена часть территории упразднённого Головинщинского района.
В 1963—1965 годах район был упразднён, его территория входила в состав Башмаковского района.
В соответствии с Законом Пензенской области от 2 ноября 2004 года № 690-ЗПО в районе образовано 1 городское и 12 сельских поселений (сельсоветов), установлены границы муниципальных образований.
22 декабря 2010 года в соответствии с Законом Пензенской области № 1992-ЗПО были упразднены Алексеевский, Валовайский, Калиновский, Кашаевский и Мокро-Мичкасский сельсоветы с включением их территорий в состав других сельсоветов.

## Население
Динамика численности населения района:
| 1939    | 1959    | 1970    | 1979    | 1989    | 2002    | 2009    |
| ------- | ------- | ------- | ------- | ------- | ------- | ------- |
| 40 004  | ↗40 533 | ↘34 324 | ↘27 608 | ↘22 263 | ↘18 995 | ↘16 401 |
| 2010    | 2011    | 2012    | 2013    | 2014    | 2015    | 2016    |
| ↘16 310 | ↘16 271 | ↘16 104 | ↘15 887 | ↘15 557 | ↘15 316 | ↘15 065 |
| 2017    | 2018    | 2021    |         |         |         |         |
| ↘14 900 | ↘14 599 | ↘13 393 |         |         |         |         |

### Урбанизация
В городских условиях (рабочий посёлок Пачелма) проживают  52,22 % населения района.

### Национальный состав
77,5 % — русские, 17,6 % — татары, 1,5 % — мордва и 3,4 % — представители прочих национальностей.

## Административное деление
В Пачелмский район как административно-территориальное образование входят 1 рабочий посёлок (пгт) и 7 сельсоветов.
В муниципальный район входят 8 муниципальных образований, в том числе 1 городское поселение и 7 сельских поселений.
| №        | Муниципальное образование | Административный центр  | Количество населённых пунктов | Население | Площадь, км2 |
| -------- | ------------------------- | ----------------------- | ----------------------------- | --------- | ------------ |
| 1e-06    | Городское поселение:      |                         |                               |           |              |
| 1        | рабочий посёлок Пачелма   | рабочий посёлок Пачелма | 1                             | ↘6994     | 10,20        |
| 1.000002 | Сельские поселения:       |                         |                               |           |              |
| 2        | Белынский сельсовет       | село Белынь             | 7                             | ↘407      | 138,58       |
| 3        | Новотолковский сельсовет  | село Новая Толковка     | 9                             | ↘1006     | 306,98       |
| 4        | Решетинский сельсовет     | село Решетино           | 2                             | ↘1038     | 73,32        |
| 5        | Титовский сельсовет       | посёлок Титово          | 5                             | ↘1454     | 186,77       |
| 6        | Черкасский сельсовет      | село Черкасское         | 5                             | ↘1167     | 163,53       |
| 7        | Чкаловский сельсовет      | село Пачелма            | 5                             | ↘576      | 161,68       |
| 8        | Шейнский сельсовет        | село Шейно              | 8                             | ↘751      | 277,79       |

### Населённые пункты
В Пачелмском районе 42 населённых пункта.
| №  | Населённый пункт  | Тип             | Население | Муниципальное образование |
| -- | ----------------- | --------------- | --------- | ------------------------- |
| 1  | Алексеевка        | село            | ↘297      | Шейнский сельсовет        |
| 2  | Андреевка         | деревня         | 2         | Новотолковский сельсовет  |
| 3  | Архангельск       | село            | ↘194      | Черкасский сельсовет      |
| 4  | Белынь            | село            | ↘305      | Белынский сельсовет       |
| 5  | Бельщина          | село            | ↘21       | Чкаловский сельсовет      |
| 6  | Веденяпино        | разъезд         | 7         | Белынский сельсовет       |
| 7  | Веденяпино        | село            | ↘99       | Белынский сельсовет       |
| 8  | Владычкино        | посёлок         | 4         | Новотолковский сельсовет  |
| 9  | Ворона            | село            | ↘124      | Белынский сельсовет       |
| 10 | Выглядовка        | разъезд         | 19        | Белынский сельсовет       |
| 11 | Вязовый           | посёлок         | 4         | Белынский сельсовет       |
| 12 | Дмитриевка        | посёлок         | 7         | Чкаловский сельсовет      |
| 13 | Калиновка         | село            | ↘389      | Новотолковский сельсовет  |
| 14 | Кашаевка          | село            | ↘134      | Черкасский сельсовет      |
| 15 | Козловка          | село            | ↘99       | Шейнский сельсовет        |
| 16 | Красные Озёра     | посёлок         | 4         | Новотолковский сельсовет  |
| 17 | Малый Буртас      | село            | ↘44       | Шейнский сельсовет        |
| 18 | Маяк              | посёлок         | 2         | Новотолковский сельсовет  |
| 19 | Мокрый Мичкасс    | село            | ↘383      | Титовский сельсовет       |
| 20 | Новая Студенка    | посёлок         | 4         | Новотолковский сельсовет  |
| 21 | Новая Толковка    | село            | ↘491      | Новотолковский сельсовет  |
| 22 | Новый Валовай     | село            | ↘343      | Чкаловский сельсовет      |
| 23 | Пачелма           | рабочий посёлок | ↘6994     | рабочий посёлок Пачелма   |
| 24 | Пачелма           | село            | ↘422      | Чкаловский сельсовет      |
| 25 | Первомайская      | деревня         | 45        | Титовский сельсовет       |
| 26 | Покровка          | село            | ↘2        | Шейнский сельсовет        |
| 27 | Порошино          | село            | ↘10       | Титовский сельсовет       |
| 28 | Пустынь           | село            | ↘51       | Белынский сельсовет       |
| 29 | Пятницкое         | разъезд         | 3         | Шейнский сельсовет        |
| 30 | Решетино          | село            | ↘1181     | Решетинский сельсовет     |
| 31 | Русско-Никольское | село            | ↘247      | Черкасский сельсовет      |
| 32 | Салтыково         | село            | ↘1        | Шейнский сельсовет        |
| 33 | Старая Толковка   | село            | ↘133      | Новотолковский сельсовет  |
| 34 | Старый Валовай    | село            | ↘70       | Чкаловский сельсовет      |
| 35 | Студенка          | село            | ↘132      | Новотолковский сельсовет  |
| 36 | Татаро-Никольское | село            | →298      | Черкасский сельсовет      |
| 37 | Титово            | посёлок         | ↘1308     | Титовский сельсовет       |
| 38 | Титово            | село            | ↘56       | Титовский сельсовет       |
| 39 | Троицкое          | село            | ↘67       | Шейнский сельсовет        |
| 40 | Черкасское        | село            | ↘654      | Черкасский сельсовет      |
| 41 | Чулпан            | посёлок         | 11        | Решетинский сельсовет     |
| 42 | Шейно             | село            | ↘590      | Шейнский сельсовет        |

Упразднённые населённые пункты:
- 2004 год — железнодорожный разъезд Толковка[24].

- 2015 год — посёлок Подгорный Новотолковского сельсовета[25].

## Транспорт
Через район проходит Куйбышевская железная дорога, нефтепроводы «Дружба» и «Уфа — Западное направление».